# Arath Juárez
Arath Juárez (19 de junio de 2001) es un deportista mexicano que compite en judo. Ganó una medalla de bronce en los Juegos Panamericanos de 2023 y una medalla de bronce en el Campeonato Panamericano de Judo de 2024.

## Palmarés internacional
| Juegos Panamericanos        | Juegos Panamericanos    | Juegos Panamericanos | Juegos Panamericanos |
| Año                         | Lugar                   | Medalla              | Categoría            |
| --------------------------- | ----------------------- | -------------------- | -------------------- |
| 2023                        | Santiago (Chile)        | Medalla de bronce    | –60 kg               |
| Campeonato Panamericano     |                         |                      |                      |
| Año                         | Lugar                   | Medalla              | Categoría            |
| 2024                        | Río de Janeiro (Brasil) | Medalla de bronce    | –60 kg               |
| Juegos Panamericanos Junior |                         |                      |                      |
| Año                         | Lugar                   | Medalla              | Categoría            |
| 2021                        | Cali-Valle (Colombia)   | Medalla de plata     | –60 kg               |